# Odontodactylus cultrifer
Odontodactylus cultrifer is een bidsprinkhaankreeftensoort uit de familie van de Odontodactylidae. De wetenschappelijke naam van de soort is voor het eerst geldig gepubliceerd in 1850 door White.